# Dead Dead Demon's Dededededestruction
Dead Dead Demon's Dededededestruction (デッドデッドデーモンズデデデデデストラクション, Deddo Deddo Dēmonzu De De De De Desutorakushon) est un seinen manga de Inio Asano, prépublié dans le magazine Big Comic Spirits entre le 28 avril 2014 et le 28 février 2022 puis publié par l'éditeur Shōgakukan en un total de douze volumes reliés sortis entre septembre 2014 et mars 2022. La version française est éditée en intégralité par Kana entre octobre 2016 et janvier 2023.
Une adaptation en film d'animation en deux parties par le studio Production +h est sorti en mars et mai 2024, respectivement. Une diffusion au format dix-huit épisodes est ensuite proposée entre mai et septembre 2024.
Dead Dead Demon's Dededededestruction remporte le 66e Prix Shogakukan dans la catégorie générale en 2021 et le prix d'excellence du 25e Japan Media Arts Festival en 2022.

## Synopsis
Le manga illustre l'amitié entre deux lycéennes vivant à Tokyo en 2014, Kadode et Ôran, se préparant à entrer dans la vie adulte, trois ans après qu'un gigantesque vaisseau spatial s'est installé au-dessus de la ville le 31 août 2011, causant plus de 95 000 victimes. Ce vaisseau, aussi menaçant soit-il, n'a jamais lancé depuis une seule véritable attaque, même après les offensives des armées japonaise et américaine.

## Personnages
Kadode Koyama (小山 門出, Koyama Kadode)
Voix japonaise : Lilas Ikuta
Lycéenne introvertie, secrètement amoureuse de son professeur, elle rêve d'une vie tranquille, rangée, voire banale. Son père a disparu le jour de l'arrivée du vaisseau, sa mère paranoïaque (qui porte lunettes et masque pour se protéger d'un éventuel rayonnement) vit dans une « structure autosuffisante » en dehors de Tôkyô.
Ôran Nakagawa (中川 凰蘭, Nakagawa Ōran)
Voix japonaise : Ano
Meilleure amie de Kadode, dans la même classe qu'elle, elle a un comportement aux antipodes, parfois instable. Elle s'intéresse de près au vaisseau et aux extraterrestres. Elle et Kadode jouent souvent ensemble à des jeux vidéo FPS.
Kiho Kurihara (栗原 キホ, Kurihara Kiho)
Voix japonaise : Atsumi Tanezaki
Amie de Kadode et d'Ôran, amoureuse de Ruimaki (Kenichi Kohiruimaki) avec qui un débat sur les extraterrestres perturbera leur rendez-vous.
Pr. Watarase (渡良瀬, Watarase)
Voix japonaise : Taito Ban (en)
Professeur de lycée de Kadode et d'Ôran. Peu souriant, il montre tout de même une bonne volonté dans la réussite de ses élèves pour leur entrée prochaine à l'université. Il a une relation ambigüe avec Kadode, et une copine, Sumaru Hikari.
Manami Koyama (小山 真奈美, Koyama Manami)
Mère de Kadode, résidant à Okinawa, dans une structure auto suffisante en « zone non polluée » d'après elle. Elle porte un masque et de larges lunettes lui cachant tout le visage. Elle porte attention à sa fille, et voudrait qu'elle quitte Tokyo et la rejoigne, ce que Kadode ne veut pas.
Nobuo Koyama (小山 ノブオ, Koyama Nobuo)
Voix japonaise : Kenjiro Tsuda
Père de Kadode, éditeur de manga. Il sort le 31 août pour aller voir si un colis a bien été transmis sur son lieu de travail, et ne revient jamais.
Takabatake (高畠, Takabatake)
Nouveau compagnon de la mère de Kadode.
Keito Ôba (大葉 圭太, Ōba Keito)
Voix japonaise : Miyu Irino
Star dans un groupe de rock célèbre, il disparaît le jour de l'arrivée du vaisseau, mais refait surface plus tard, alors qu'un extraterrestre a pris possession de son corps.
Ruimaki (小比類巻 健一, Kohiruimaki  Ken'ichi)
Voix japonaise : Koki Uchiyama
Lycéen complotiste à tendance suicidaire, très actif sur les réseaux sociaux. Après l'obtention de son diplôme, il décide de rejoindre une milice anti-envahisseur.
Debeko (デベ子)
Voix japonaise : Tarako (en)

## Manga
Dead Dead Demon's Dededede Destruction, écrit et illustré par Inio Asano, est annoncé pour la première fois avec le titre provisoire Honobono Fūfu (ほのぼの夫婦). Le manga commence sa prépublication dans le magazine seinen de Shōgakukan, Big Comic Spirits, le 28 avril 2014,. La série est interrompue plusieurs fois. Le manga se termine le 28 février 2022. La série est publiée en volumes reliés par l'éditeur Shōgakukan en un total de douze volumes sortis entre le 30 septembre 2014 et le 30 mars 2022,. La version française est éditée par Kana en autant de volumes sortis entre le 7 octobre 2016 et le 6 janvier 2023.

### Liste des volumes
| no                                                                                    | Japonais          | Japonais          | Français         | Français          |
| no                                                                                    | Date de sortie    | ISBN              | Date de sortie   | ISBN              |
| ------------------------------------------------------------------------------------- | ----------------- | ----------------- | ---------------- | ----------------- |
| 1                                                                                     | 30 septembre 2014 | 978-4-0918-6500-7 | 7 octobre 2016   | 978-2-5050-6549-4 |
| 2                                                                                     | 27 février 2015   | 978-4-09-186857-2 | 20 janvier 2017  | 978-2-5050-6668-2 |
| 3                                                                                     | 28 août 2015      | 978-4-09-187260-9 | 21 avril 2017    | 978-2-5050-6785-6 |
| Au Japon, le tome 3 est également sorti en édition limitée (ISBN 978-4-09-159212-5).  |                   |                   |                  |                   |
| 4                                                                                     | 29 février 2016   | 978-4-09-187563-1 | 2 juin 2017      | 978-2-5050-6786-3 |
| Au Japon, le tome 4 est également sorti en édition limitée (ISBN 978-4-09-941867-0).  |                   |                   |                  |                   |
| 5                                                                                     | 30 septembre 2016 | 978-4-09-187829-8 | 8 septembre 2017 | 978-2-5050-6920-1 |
| Au Japon, le tome 5 est également sorti en édition limitée (ISBN 978-4-09-941880-9).  |                   |                   |                  |                   |
| 6                                                                                     | 30 mai 2017       | 978-4-0918-9567-7 | 19 janvier 2018  | 978-2-5050-7171-6 |
| Au Japon, le tome 6 est également sorti en édition limitée (ISBN 978-4-0994-1890-8).  |                   |                   |                  |                   |
| 7                                                                                     | 30 août 2018      | 978-4-0986-0100-4 | 15 mars 2019     | 978-2-5050-7633-9 |
| Au Japon, le tome 7 est également sorti en édition limitée (ISBN 978-4-0994-3025-2).  |                   |                   |                  |                   |
| 8                                                                                     | 29 juin 2019      | 978-4-09-860354-1 | 31 janvier 2020  | 978-2-5050-8461-7 |
| Au Japon, le tome 8 est également sorti en édition limitée (ISBN 978-4-09-943052-8).  |                   |                   |                  |                   |
| 9                                                                                     | 26 décembre 2019  | 978-4-09-860520-0 | 4 septembre 2020 | 978-2-5050-8691-8 |
| Au Japon, le tome 9 est également sorti en édition limitée (ISBN 978-4-09-943058-0).  |                   |                   |                  |                   |
| 10                                                                                    | 25 décembre 2020  | 978-4-09-860834-8 | 4 juin 2021      | 978-2-5051-1032-3 |
| Au Japon, le tome 10 est également sorti en édition limitée (ISBN 978-4-09-943077-1). |                   |                   |                  |                   |
| 11                                                                                    | 30 juillet 2021   | 978-4-09-861157-7 | 4 mars 2022      | 978-2-5051-1536-6 |
| Au Japon, le tome 11 est également sorti en édition limitée (ISBN 978-4-09-943089-4). |                   |                   |                  |                   |
| 12                                                                                    | 30 mars 2022      | 978-4-09-861293-2 | 6 janvier 2023   | 978-2-5051-1829-9 |
| Au Japon, le tome 12 est également sorti en édition limitée (ISBN 978-4-09-943102-0). |                   |                   |                  |                   |

## Anime
En mars 2022, il est annoncé que la série recevrait une adaptation animée par Production +h. Il a ensuite été confirmé qu'il s'agit d'une adaptation cinématographique en deux parties réalisée par Tomoyuki Kurokawa, avec un scénario de Reiko Yoshida, des designs de personnages et la direction principale de l'animation par Nobutaka Ito, et la musique composée par Taro Umebayashi,. Le 30 octobre 2023, le cast des seiyūs a été dévoilé. La première partie est diffusée dans les salles japonaises à partir du 22 mars 2024 et la seconde partie à partir du 24 mai,.
Par la suite, l'adaptation est diffusée sous un forme de série avec un ensemble de dix-huit épisodes du 24 mai jusqu'au 20 septembre 2024 à la télévision japonaise et en simulcast sur la plateforme Crunchyroll pour les pays francophones,. La série contient des séquences non présentes dans les films. Le générique d'introduction s'intitule SHINSEKAI YORI (SHINSEKAI より) et est interprété par Ano et Lilas Ikuta. Le premier générique de fin, toujours interprété par Lilas Ikuta et Ano, s'intitule Ze Ze Ze Zettai Seiiki (絶絶絶絶対聖域). Le deuxième générique de fin (à partir de l'épisode 9) s'intitule Seishun Ouka (青春謳歌) et est toujours interprété Lilas Ikuta et Ano.
| Épisode | Date de 1ère diffusion |
| ------- | ---------------------- |
| 0       | 24 mai 2024            |
| 1       | 31 mai 2024            |
| 2       | 7 juin 2024            |
| 3       | 14 juin 2024           |
| 4       | 21 juin 2024           |
| 5       | 28 juin 2024           |
| 6       | 5 juillet 2024         |
| 7       | 12 juillet 2024        |
| 8       | 19 juillet 2024        |
| 9       | 26 juillet 2024        |
| 10      | 2 août 2024            |
| 11      | 9 août 2024            |
| 12      | 16 août 2024           |
| 13      | 23 août 2024           |
| 14      | 30 août 2024           |
| 15      | 6 septembre 2024       |
| 16      | 13 septembre 2024      |
| 17      | 20 septembre 2024      |

## Accueil
En France, pour Le Monde, « toujours ancré de réalisme social comme dans l'ensemble de son œuvre, l'auteur s'essaie pour la première fois à la science-fiction ; un ressort narratif qui lui permet d'aborder, sans trop le cacher, la société japonaise après la catastrophe de Fukushima ».
Dead Dead Demon's Dededededestruction s'est classé 18e sur Kono Manga ga Sugoi! de Takarajimasha Classement 2016 des 20 meilleurs mangas pour les lecteurs masculins. Il a remporté le prix "Daruma du meilleur dessin" aux Japan Expo Awards 2017. La série a été choisie comme l'un des meilleurs mangas au Comic-Con International 2018. En mai 2018, la traduction italienne des quatre premiers volumes reçoit le prix Micheluzzi de la meilleure série étrangère. En 2019, la traduction de  Thibaud Desbief reçoit le prix Konishi. En 2020, la série remporte le 66e Prix Shōgakukan dans la catégorie du « meilleur manga général » aux côtés de Police in a Pod de Miko Yasu. Le manga a également remporté un prix d'excellence au 25e Japan Media Arts Festival en 2022.
Le manga a été nommé pour un Prix Eisner dans la catégorie "Meilleure édition américaine de matériel international - Asie" en 2019.